# Охороняймо природу, 1928 (книжка)
«Охороняймо природу» — книжка кореспондента Українського комітету охорони пам'яток природи Миколи Гавриленка. Видана 1928 року Полтавським краєзнавчий музей ім. Короленка, вийшла друком обсягом 16 сторінок. В 1940-х книгу забороняли видавати читачам бібліотек через те, що автор був репресований радянською владою.

## Бібліографічне посилання

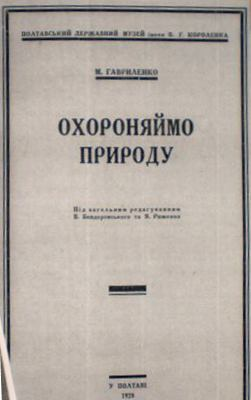
Гавриленко М. Охороняймо природу. Полтава, 1928,. — 16 с.

## Історія видання і вміст
У 1928 році Полтавський краєзнавчий музей ім. Короленка видав брошуру кореспондента Українського комітету охорони пам'яток природи Миколи Гавриленка «Охороняймо природу», що вийшла під редакцією В.Бендеровського та Я.Риженка. Видання було присвячене до Виставки охорони природи, яка проходила у Полтавському Державному Музеї 1-20 квітня 1928 року.
У книжці подається історія заповідної справи на Полтавщині та пропозиції подальшого заповідання (окремі квартали Карлівського бору, плавні Орелі: Шведів Лиман, Шагарове, Озмії; озера біля Ряського, Колпаківський та Займанівський лимани, Велико-Бачанські озера та оз. Сапетне; сфагнові болота біля с. Коржі на Переяславщині, та болота по Артополоту, Трубежу, Удаю, Переводу, Супою, Оржиці та в інших місцях).
Крім того, М. Гавриленко на сторінках книжки пропонував охороняти окремі види тварин, список яких також наведено у книзі. Серед них зазначаються всі види сов, орлів, великих соколів, навколо водні птахи та тварини степового комплексу.
У 1940-х Головлітом заборонено видавати в бібліотеках чимало книжок природоохороної тематики. Серед перших у цих чорних списках була і ця книга. Однією з причин є репресії автора.
Більша частина накладу книги була знищенна, оскільки автор був репресований. Сьогодні вона є однією з найбільших бібліографічни рідкостей серед природничої літератури в Україні. Достовірно відомо лише наявність примірників у Бібліотеці ім. Максимовича (Київ) та НБУ ім. В. В. Вернадського.

## Найважливіші цитати
| Здається нам, що питання охорони природи мусить зайняти й надалі першорядне значення в державному законодавстві й держава повинна вжити всіх заходів, щоб в інтересах науки, а разом з тим, і на користь людності було збережено яко мога більше шматків не зіпсованої первісної природи. Їх треба зберігти за всяку ціну… |

## Бібліотеки
Примірники книжки зберігаються у Бібліотеці Інституту зоології, Книжковій палаті.